# Lastarria
Lastarria o Azufre é um pico da Cordilheira dos Andes localizado na fronteira entre Argentina e Chile. O cume tem a altitude de 5697 metros.